# Zelotes tendererus
Zelotes tendererus är en spindelart som beskrevs av FitzPatrick 2007. Zelotes tendererus ingår i släktet Zelotes och familjen plattbuksspindlar. Inga underarter finns listade i Catalogue of Life.